# FTTS

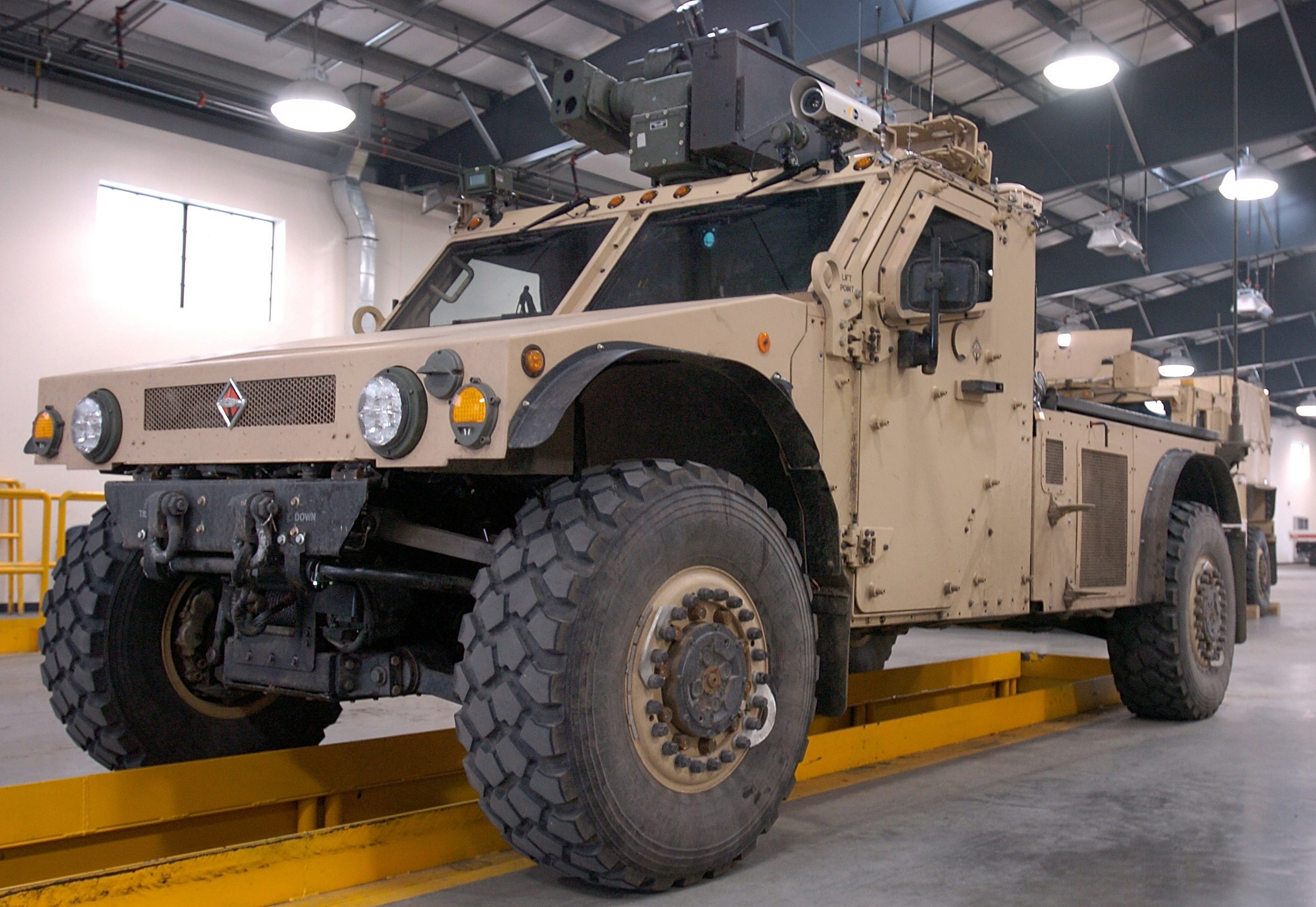
En FTTS-demonstrator.

FTTS (förkortning av Future Tactical Truck Systems) är ett militärt fordon under utveckling som är tänkt att ersätta den amerikanska militärens nuvarande Humvee. En stor del av militär logistik utgörs av bränsletransporter och genom att minska behovet av bränsle blir även logistiken effektivare och mindre kostsam. FTTS har förutom ett bättre personskydd konstruerats så att fordonet drar mindre bränsle än sin föregångare. Fordonet har till viss del hämtat idéer från MRAP. Flera olika företag utvecklar för närvarande varsin version av detta fordon bland dessa återfinns Navistar International, Lockheed Martin och Armor Holdings Inc.